# Alle i Danmark fisker
Alle i Danmark fisker er en dokumentarfilm med ukendt instruktør.